# Внешняя политика СССР

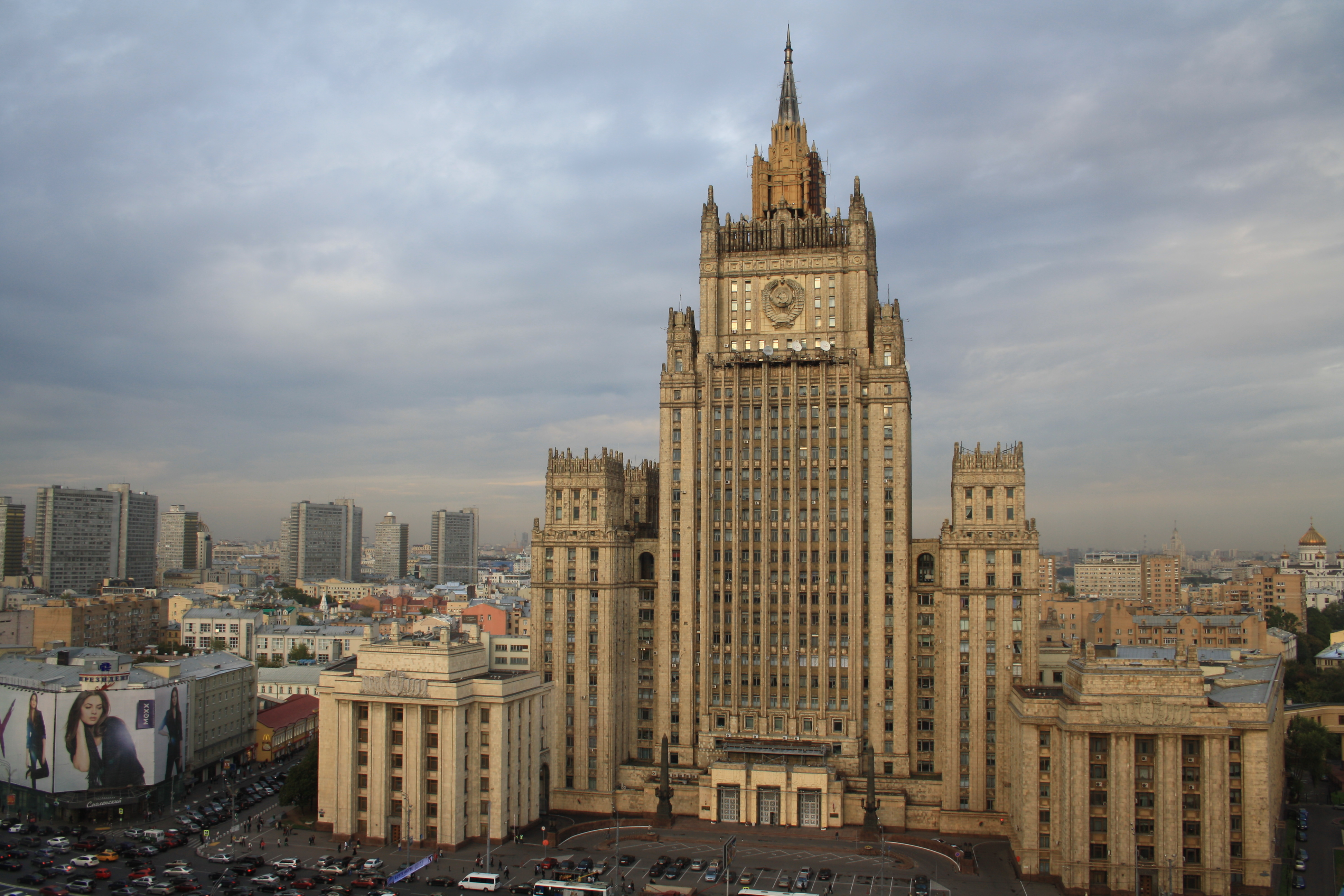
Здание Министерства иностранных дел СССР на Смоленской-Сенной площади в Москве

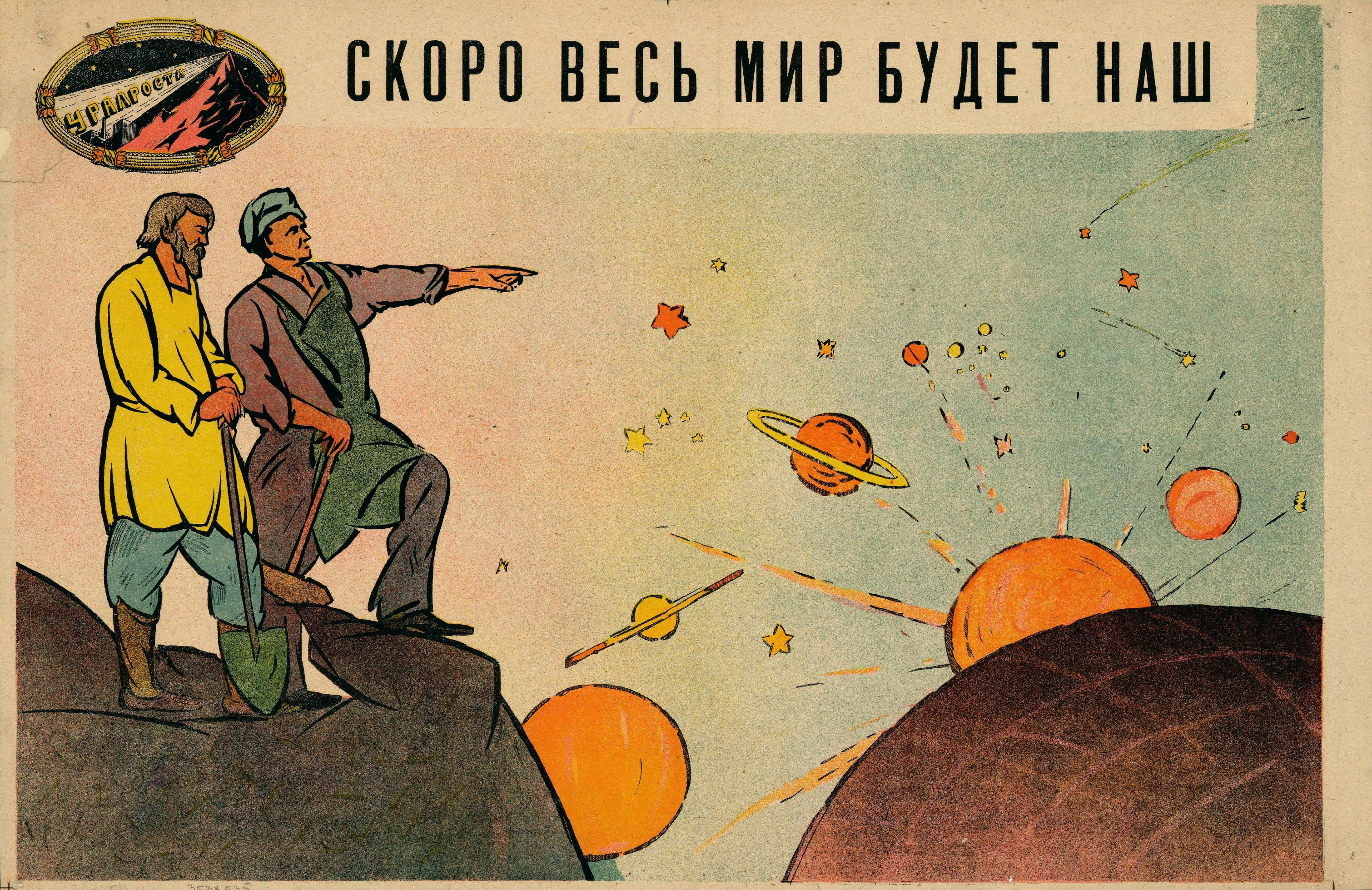
Плакат «Скоро весь мир будет наш». Художник Л. В. Саянский. Екатеринбург, 1920

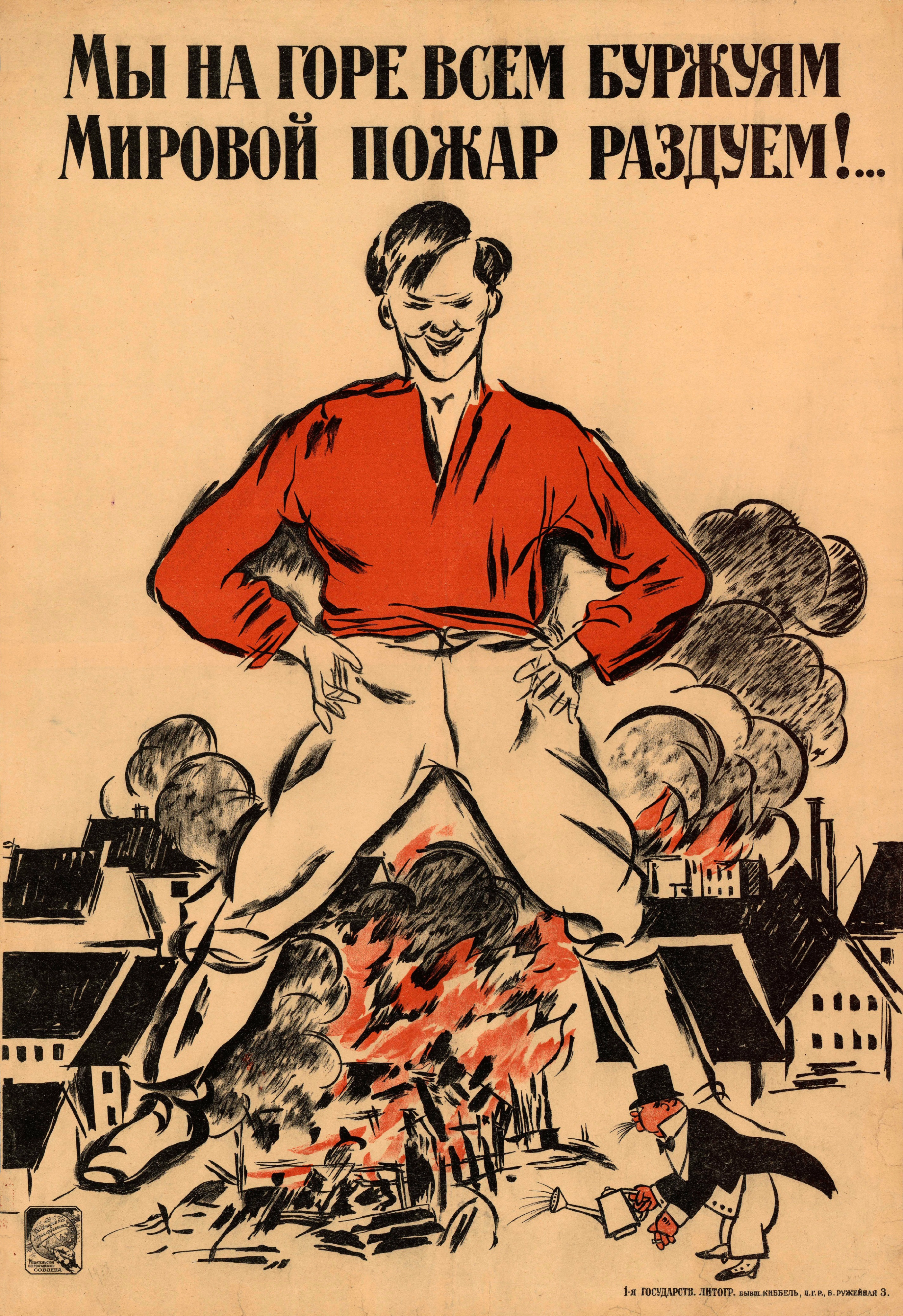
Советский пропагандистский плакат 1918 года, (художник А. Зеленский, слова из поэмы А. Блока «Двенадцать»)

Внешняя политика СССР — деятельность Союза Советских Социалистических Республик, проводимая на внешней арене Народным комиссариатом (позже — министерством) иностранных дел. В основе официальной идеологии внешней политики в начальное время лежала идея экспорта мировой революции во все страны мира, после краха этих планов и устремлений, приведших к началу Второй мировой войны, СССР вынужден был перейти к риторике мирного сосуществования двух систем.
Конечные цели советской внешней политики были изначально недвусмысленно выражены и геральдически в виде государственного герба СССР, изображавшего земной шар, накрытый эмблемой свободного коммунистического труда — Серпом и Молотом — с популистским призывом к объединению пролетариата под лозунгом: «Пролетарии всех стран, соединяйтесь!».

## Ранний период

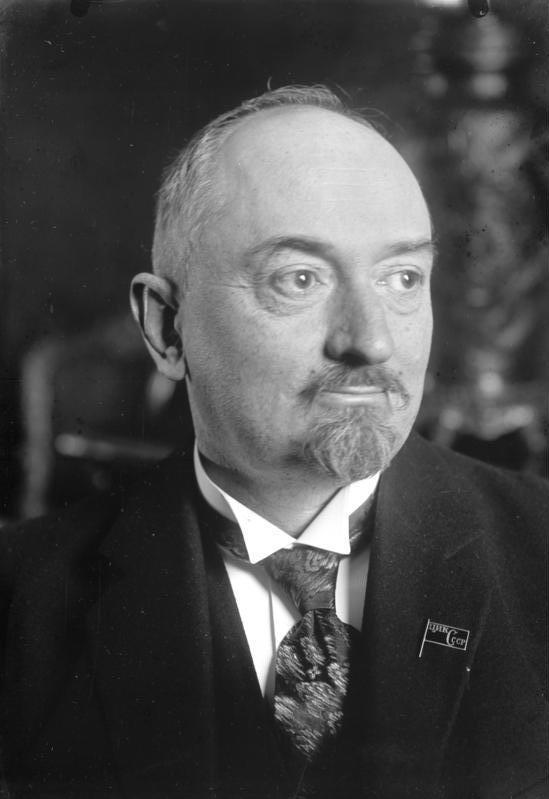
Чичерин Г. В., советский дипломат, нарком иностранных дел РСФСР и СССР (1918—1930)

С образованием молодого советского государства перед советским правительством стояла задача по подписанию мирных договоров с Германией и другими странами; получение международного дипломатического признания. К моменту создания СССР в декабре 1922 года, были заключены Московский договор (1921) и Рапалльский договор (1922) — произошёл прорыв международной дипломатической изоляции СССР, завершена военная интервенция Красной армии и прекращены военные действия с добившимися независимости западными соседями: Польшей, Литвой, Латвией, Эстонией, Финляндией. Сохранялся территориальный спор с Румынией из-за Бессарабии.
В феврале 1922 года советское правительство поддерживало официальные отношения с 11 государствами — Германией, Великобританией, Турцией, Ираном, Афганистаном, Монголией, Финляндией, Эстонией, Латвией, Литвой и Польшей.

### Коминтерн и угроза мировой революции
Создав в 1919 году Третий Интернационал (Коминтерн), международную организацию полностью финансируемую руководством СССР, РКП (б) поставила задачу распространения идей революционного интернационального социализма, в противовес реформистскому социализму Второго интернационала, окончательный разрыв с которым был вызван различием позиций относительно Первой мировой войны и Октябрьской революции в России. Эту работу часть руководства партии считала борьбой за мировую революцию и в ней были задействованы советские полпредства, торговые фирмы, туристические бюро, научные институты, на что тратились значительные финансовые ресурсы (только на германский коммунистический путч 1923 года было выделено 300 млн золотых рублей).
В предвоенные годы Советский Союз своей активной внешней международной деятельностью, закреплённой официально в государственной символике страны, поставил своей целью на деле осуществить свою всемирно-историческую миссию по подготовке силового революционного преобразования всего мирового сообщества на принципах коммунизма. Через свои многочисленные ячейки и филиалы в виде всевозможных зарубежных коммунистических партий, а также близкие по убеждениям общественные организации — КИМ, МОПР, различные антифашистские объединения и пр., Коминтерн (полностью управляемый и финансируемый советским правительством и партийным руководством СССР) готовил мировую пролетарскую революцию. Гимном Коминтерна была песня: «Наш лозунг — Всемирный Советский Союз!».
Поддержка коммунистических движений вылилась в попытки переворотов в соседних с СССР странах (путч в сентябре 1923 в Болгарии, путч в октябре 1923 в Германии, путч в Эстонии в 1924-м). В апреле 1925 коммунисты взорвали Собор Святой Недели в Болгарии (царь Борис III выжил). Активное военно-политическое вмешательство СССР в Китае руками китайских коммунистов наносило ущерб британским экономическим интересам в этой стране и вело к превращению Китая в коммунистическое государство. Затратным акциям за границей предшествовало масштабное (в рамках всей страны) изъятие церковных ценностей, осуществлённое в 1922 году, якобы для закупки продовольствия голодающим.

## Предвоенный период

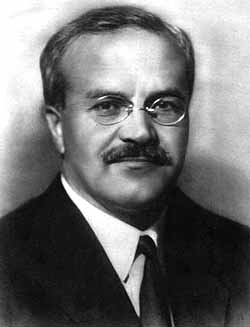
Молотов В. М., нарком иностранных дел СССР

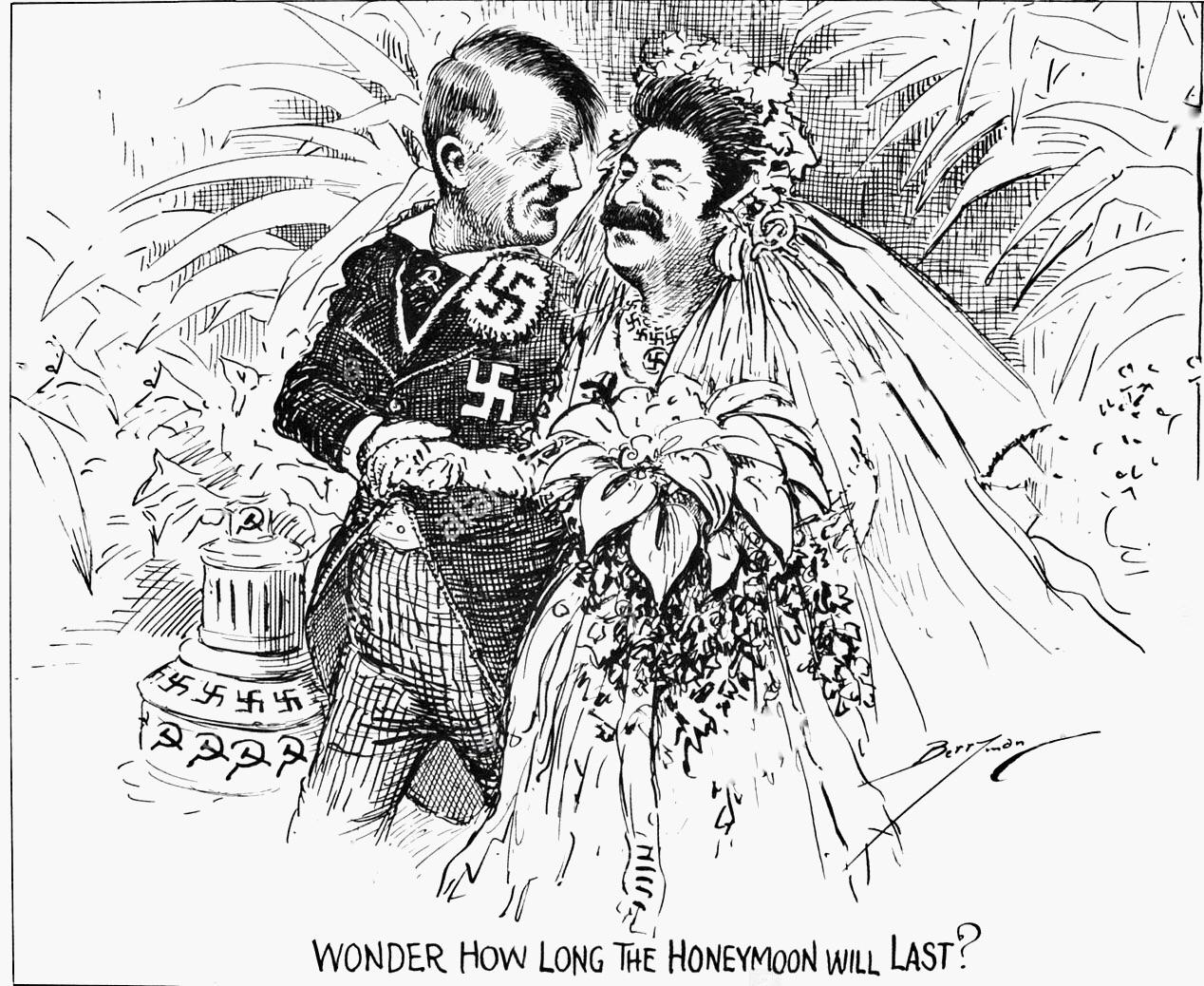
«Интересно, сколько продлится медовый месяц?». Клиффорд Берримен. («The Washington Star», октябрь 1939)

Англо-советский конфликт 1927 года и возникшая ситуация военной тревоги в 1927 году, разрыв дипломатических отношений между Британской империей и СССР — всё это вызвало оживление в Варшаве (Польша Юзефа Пилсудского была самым крупным и опасным противником для СССР в двадцатые годы), а убийство в июне 1927 года советского полпреда выглядело буквально провокацией к возможному военному конфликту с Британской империей, Польшей, а возможно и целым блоком европейских государств.
Непосредственной причиной военно-дипломатического кризиса между СССР и Великобританией стали революционные события в Китае и их поддержка со стороны СССР, что вызвало жёсткую реакцию Великобритании, которая начала утрачивать свои колониальные позиции в Китае..
- Создан Главный концессионный комитет (1923)
- Установлены дипломатические отношения с Великобританией. Письмо Зиновьева (1924)
- Пекинский договор (1925)
- Берлинский договор (1926)
- Обострение отношений с Великобританией и военная тревога в СССР (1927)
- Хабаровский протокол (1929)
- Договор о ненападении между Польшей и Советским Союзом (1932)
- Советско-французский пакт о ненападении (1932)
- Установлены дипломатические отношения с США (1933)
- Вступление СССР в Лигу Наций (1934)
- Присоединение к Шпицбергенскому трактату, франко-советский договор о взаимопомощи (1935)
- Конвенция Монтрё о статусе проливов; против СССР заключён Антикоминтерновский пакт (1936)
- Хасанские бои (1938)
- Советско-германские соглашения (1939—1941)
- Бои на Халхин-Голе, Польский поход РККА (1939)
- Советско-финская война, исключение СССР из Лиги Наций (1939—1940)
- Пакт четырёх держав между СССР и Странами Оси (1940)
- Присоединение Прибалтики к СССР (1940)
- Присоединение Бессарабии и Северной Буковины к СССР (1940)
- Договор о дружбе и ненападении между СССР и Королевством Югославия (1941)
- Пакт о нейтралитете между СССР и Японией (1941)

## 1941—1945
Советский Союз до своего открытого военного столкновения с Германией 22 июня 1941 года, вёл свои собственные захватнические войны, преследуя свои геополитические цели и интересы, играя на противоречиях двух противоборствующих коалиций (антигитлеровской коалиции и германской коалиции Стран Оси). В предвоенный период конца 1930-х годов между СССР и Германией были налажены активные экономические взаимоотношения и торговля. Пытаясь разграничить сферы влияния с Германией и её союзниками, СССР чуть было не оказался в германской коалиции пакта четырёх держав — тем более, что ранее практически как союзники, РККА вместе с Вермахтом уже участвовала в разгроме и захвате Польши. Однако непомерные (по мнению Гитлера) геополитические аппетиты Сталина в итоге не позволили ему присоединиться к пакту четырёх держав и привели к войне германской коалиции государств против СССР, на стороне находившегося практически в полной международной изоляции СССР выступили только марионеточные просоветские режимы Монголии и Тувы (последняя в итоге была аннексирована Советским Союзом в 1944 году). И только нежелание распространения германского геополитического влияния на всю Европу и Евразию подтолкнули страны антигитлеровской коалиции рассмотреть СССР (волею обстоятельств оказавшегося противником германской экспансии) в качестве естественного союзника в борьбе с Германией, что и побудило Англию и США начать оказывать всевозможную военную помощь СССР в войне против Германии, а Советский Союз также оказался среди стран антигитлеровской коалиции, в итоге сыграв решающую роль в её победе.

## 1945—1953
- Создание ООН странами — участниками антигитлеровской коалиции (1945)
- Советско-китайский договор о дружбе и союзе (1945)

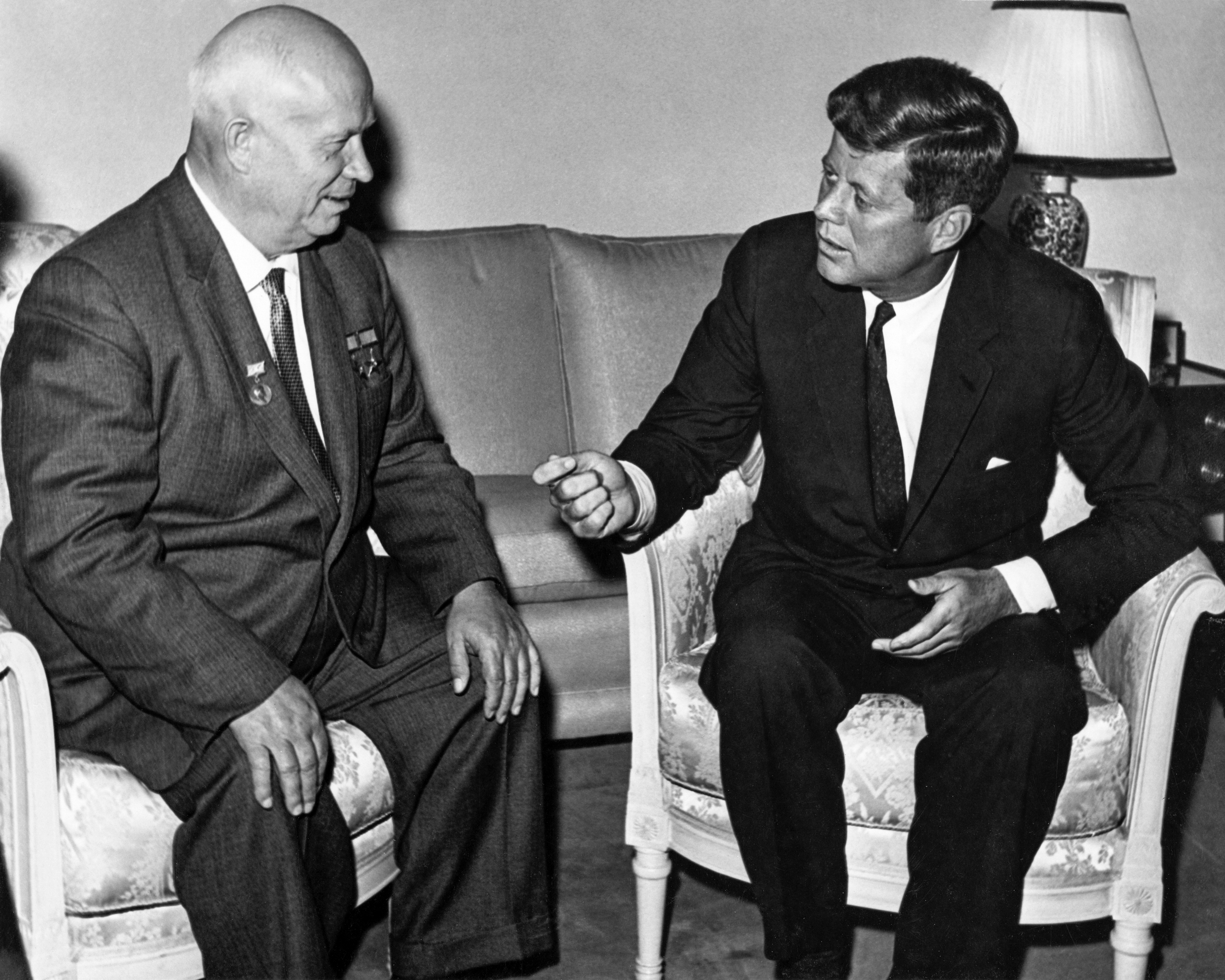
Н. С. Хрущёв и Джон Кеннеди

- Холодная война (публичный конфликт с 1946 г. — Фултонская речь Уинстона Черчилля)
- Коминформ (1947—1956)
- Создание Совета экономической взаимопомощи (1949)
- Советско-китайский договор о дружбе, союзе и взаимной помощи (1950)
- Корейская война (1950—1953)

## Хрущевская оттепель
- События 17 июня 1953 года в ГДР
- Организация Варшавского договора (с 1955)
- Декларация о независимости Австрии (1955 год)
- Советско-японская декларация (1956)
- Венгерское восстание 1956 года
- Берлинский кризис 1961 года
- Карибский кризис (1962)

Долгосрочные процессы:
- Деколонизация
- Советско-китайский раскол

## Эпоха застоя
- Операция «Дунай». Советские танки Т-55
с нанесёнными «полосами вторжения»Операция «Дунай» (1968)
- Разрядка:

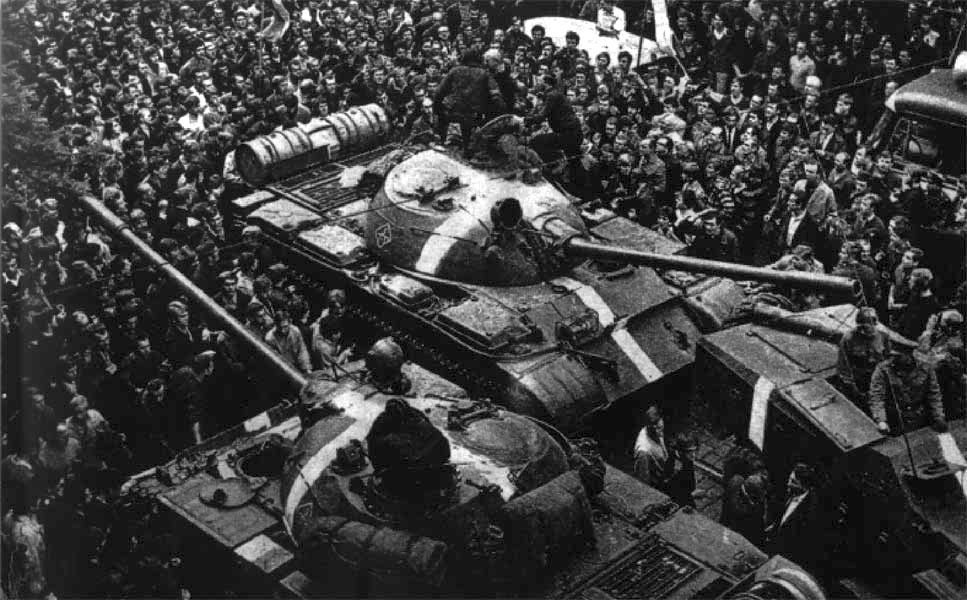
Операция «Дунай». Советские танки Т-55
с нанесёнными «полосами вторжения»

  - ОСВ (1972, 1979), Договор об ограничении систем противоракетной обороны (1972)
  - Московский договор (1970), Сделка века «газ-трубы» (1970)
  - Заключительный акт СБСЕ (1975), ратификация ВС СССР МПГПП (1973)
- Начало Афганской войны (с 1979)
- Бойкот Московской Олимпиады (1980)
- Инцидент с южнокорейским Боингом (1983)
- Еврокоммунизм

## Перестройка
В первые годы Перестройки во внешней политике СССР серьёзных изменений не было. Москва продолжала воевать в Афганистане (хотя и начала задумываться об уходе оттуда), поддерживать социалистические режимы по всему миру, жестко отстаивала свою позицию в переговорах с США о сокращении вооружений. Кардинально меняться советская внешняя политика начала только в 1987—1988 годах. В её основу легла философско-политическая концепция, получившая название нового политического мышления. Эта концепция провозглашала отказ от классово-идеологической конфронтации, исходила из тезиса о многообразном, но взаимозависимом и целостном мире.
Важнейшими событиями стали вывод советских войск из Восточной Европы, прекращение войны и вывод советских войск из Афганистана. Центральным стержнем советской внешней политики продолжали оставаться советско-американские отношения. За эти годы состоялось несколько встреч президента М. С. Горбачёва с президентами США Р. Рейганом и Дж. Бушем. В 1987 году был подписан договор о ликвидации ракет средней и меньшей дальности. Летом 1991 года было подписано соглашение о значительном сокращении стратегических наступательных вооружений. Через несколько месяцев стороны обменялись новыми инициативами в области разоружения.
Вершиной новой внешнеполитической стратегии СССР, стала поддержка США в войне против Ирака в 1990-91 гг. Такое случилось впервые со времён начала «Холодной войны», и ознаменовало её полный конец.
Прекращение «Холодной войны» вместе с разрушением Берлинской стены и ликвидацией Организации Варшавского Договора не привели к желаемому всеобъемлющему миру на основе «нового политического мышления». Военно-политический блок НАТО, созданный для военного противостояния с СССР, не только не был распущен, но и ещё более продолжил укрепляться.
- Договор о ликвидации ракет средней и меньшей дальности (1987)
- Окончание участия СССР в афганской войне, смена власти в Восточной Европе (1989)
- Договор об окончательном урегулировании в отношении Германии, Соглашение между СССР и США о линии разграничения морских пространств (1990)
- СНВ-I (1991)

## Механизм принятия внешнеполитических решений
Руководство внешней политикой государства осуществляло Политбюро ЦК ВКП (б) (КПСС). В сталинский период ключевые решения фактически принимал лично И. В. Сталин, затем руководство внешней политикой стало более коллективным. Политбюро принимало решения на основании материалов, которые готовил Международный отдел ЦК КПСС. При ЦК КПСС существовала Межведомственная комиссия (т. н. «пятёрка»), которая занималась подготовкой решений, основывавшихся на материалах Министерства иностранных дел, Министерства обороны, КГБ, Комиссии Президиума Совета министров СССР по военно-промышленным вопросам и Отдела оборонной промышленности ЦК КПСС. Она вырабатывала советские переговорные подходы по проблемам ограничения вооружений. При этом имелись «большая пятёрка», состоящая из руководителей вышеуказанных ведомств или их заместителей и «малая пятёрка», в которую входили профильные эксперты, отрабатывавшие технические вопросы. После появления в 1990 году поста Президента СССР, произошло некоторое увеличение значения главы государства во внешнеполитическом процессе, но в целом механизм выработки решений остался прежним.